# Vương tôn nữ Charlotte xứ Wales
Vương tôn nữ Charlotte xứ Wales (Charlotte Elizabeth Diana) ; sinh vào ngày 2 tháng 5 năm 2015) là người con thứ hai và cũng là con gái duy nhất của William, Thân vương xứ Wales và Catherine, Vương phi xứ Wales. Charlotte cũng là cháu nội thứ hai của Quốc vương Charles III và Diana, Vương phi xứ Wales. Charlotte là người xếp thứ 3 và là người phụ nữ thứ nhất trong danh sách thứ tự kế vị ngai vàng của 16 quốc gia độc lập trong Khối Thịnh vượng chung, sau cha và anh trai mình.

## Thông tin về sự ra đời
Ngày 8 tháng 9 năm 2014, Dinh Clarence thông báo rằng Công tước phu nhân xứ Cambridge đã mang thai đứa con thứ hai của cô và Vương tôn William, Công tước xứ Cambridge.
Công tước phu nhân được đưa vào Bệnh viện St. Mary, London vào sáng sớm ngày 2 Tháng 5 năm 2015. Thông cáo từ Điện Buckingham nói rằng Công tước phu nhân đã sinh hạ một bé gái lúc 8 giờ 34 phút (7: 24 UTC) vào ngày 2 tháng 5, và em bé nặng 8 pounce 3 ounce (3,71 kg). Công tước xứ Cambridge đã ở bên cạnh vợ khi cô sinh con. Nhiều danh lam thắng cảnh đã chuyển thành màu hồng để đánh dấu sự ra đời của cô bé, bao gồm Cầu Tháp Luân Đôn, Mắt Luân Đôn và Quảng trường Trafalgar vào ngày 3 tháng 5; những phát súng đại bác được lệnh bắn ở Hyde Park và Tháp Luân Đôn vào ngày 4 tháng 5 để chào đón sự ra đời của Vương tằng tôn nữ. Ngay sau đó, tên của Vương tằng tôn nữ được công bố: Charlotte Elizabeth Diana. Tên của Vương tằng tôn nữ được đặt theo bản nữ của tên ông nội, Vương tử Charles, Thân vương xứ Wales và hai tên đệm được đặt theo tên của cụ nội là Nữ vương Elizabeth II và bà nội là Diana, Vương phi xứ Wales.
Ngày 5 tháng 7 năm 2015, Charlotte được rửa tội bởi Tổng giám mục xứ Canterbury tại Nhà thờ St. Mary Magdalene ở Sandringham. Cha mẹ đỡ đầu của cô là Laura Pettman, Adam Middleton, Thomas van Straubenzee, James Meade, và Sophie Carter. Tại buổi lễ, Charlotte mặc chiếc áo choàng rửa tội tương tự chiếc áo được may cho con đầu lòng của Victoria của Anh.

## Mối quan tâm của công chúng
Mặc dù Công tước và Công tước phu nhân xứ Cambridge luôn nỗ lực bảo vệ các con khỏi báo chí, nhưng mỗi bức ảnh của Charlotte khi xuất hiện luôn làm người dân thích thú. Theo những con số thống kê thời trang và cuộc thăm dò ý kiến giữa các phụ huynh, Charlotte là một biểu tượng thời trang nhí. Các nhà bán lẻ, đặc biệt là lĩnh vực thời trang, hưởng lợi rất nhiều từ những mặt hàng được cô mặc. Trang Brand Finance ước tính giá trị của Charlotte đối với nền kinh tế nước Anh lên tới 3 tỷ bảng. Vào tháng 7 năm 2018, Trang Reader's Digest định giá cô bé vào khoảng 5 tỷ bảng hoặc 3 tỷ 800 triệu bảng. Ngày 11 tháng 6 năm 2016, Công nữ xuất hiện trước công chúng lần đầu tiên, trên ban công Cung điện Buckingham tại buổi lễ Trooping the Colour. Cô bé đồng hành cùng bố mẹ và anh trai là George trong chuyến đi hoàng gia tới Canada vào tháng 9 năm 2016 và trong chuyến công du tới Đức và Ba Lan tháng 7 năm 2017.
Charlotte theo học tại trường mẫu giáo Willcocks, gần nhà ở gia đình tại Cung điện Kensington, vào tháng 1 năm 2018.

## Tước hiệu
- 2 tháng 5 năm 2015 - 8 tháng 9 năm 2022: Her Royal Highness Vương tằng tôn nữ Charlotte xứ Cambridge Điện hạ
- 8 tháng 9 năm 2022 - 9 tháng 9 năm 2022: Her Royal Highness Vương tôn nữ Charlotte xứ Cornwall và Cambridge Điện hạ
- 9 tháng 9 năm 2022 - nay: Her Royal Highness Vương tôn nữ Charlotte xứ Wales Điện hạ

Vương tôn nữ Charlotte xếp thứ 3 trong danh sách kế vị ngai vàng Anh, sau bố và anh trai. Năm 2011, vương thất Anh quyết định sửa Luật thừa kế ngai vàng. Theo đó, sau này bất kể thành viên vương thất nào ra đời, dù là nữ hay nam, vẫn sẽ được đứng trong danh sách thừa kế theo đúng thứ tự. Do vậy, Vương tôn nữ Charlotte là thành viên nữ vương thất đầu tiên có thứ tự thừa kế xếp trên em trai của mình là Vương tôn Louis xứ Wales, sinh ngày 23 tháng 4 năm 2018.